# Orchymontia banksiana
Orchymontia banksiana är en skalbaggsart som beskrevs av Ron Garth Ordish 1984. Orchymontia banksiana ingår i släktet Orchymontia och familjen vattenbrynsbaggar. Inga underarter finns listade i Catalogue of Life.